# Dimitri Ier Donskoï
Pour les articles homonymes, voir Dimitri (Russie).
Dimitri Ier Donskoï (en russe : Дмитрий Иванович Донской), né à Moscou le 12 octobre 1350 et mort à Moscou le 19 mai 1389, fils d'Ivan II, est grand prince de Moscou de 1359 à 1389 et grand prince de Vladimir de 1363 à 1389. Il est considéré par l'Église orthodoxe russe comme saint et vénéré le 19 mai.

## Biographie

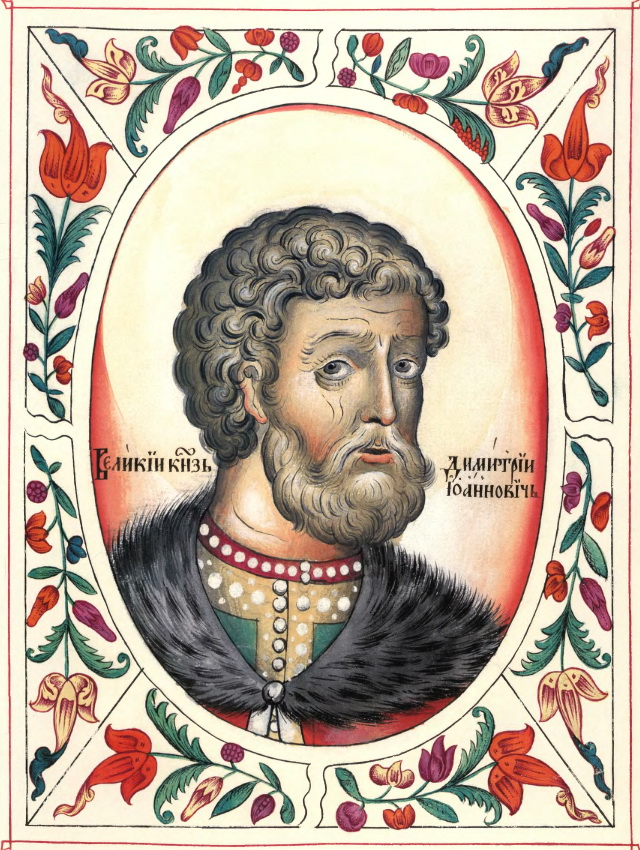
Portrait de Dimitri Ier Donskoï dans le Titulaire du tsar (XVIIe siècle).

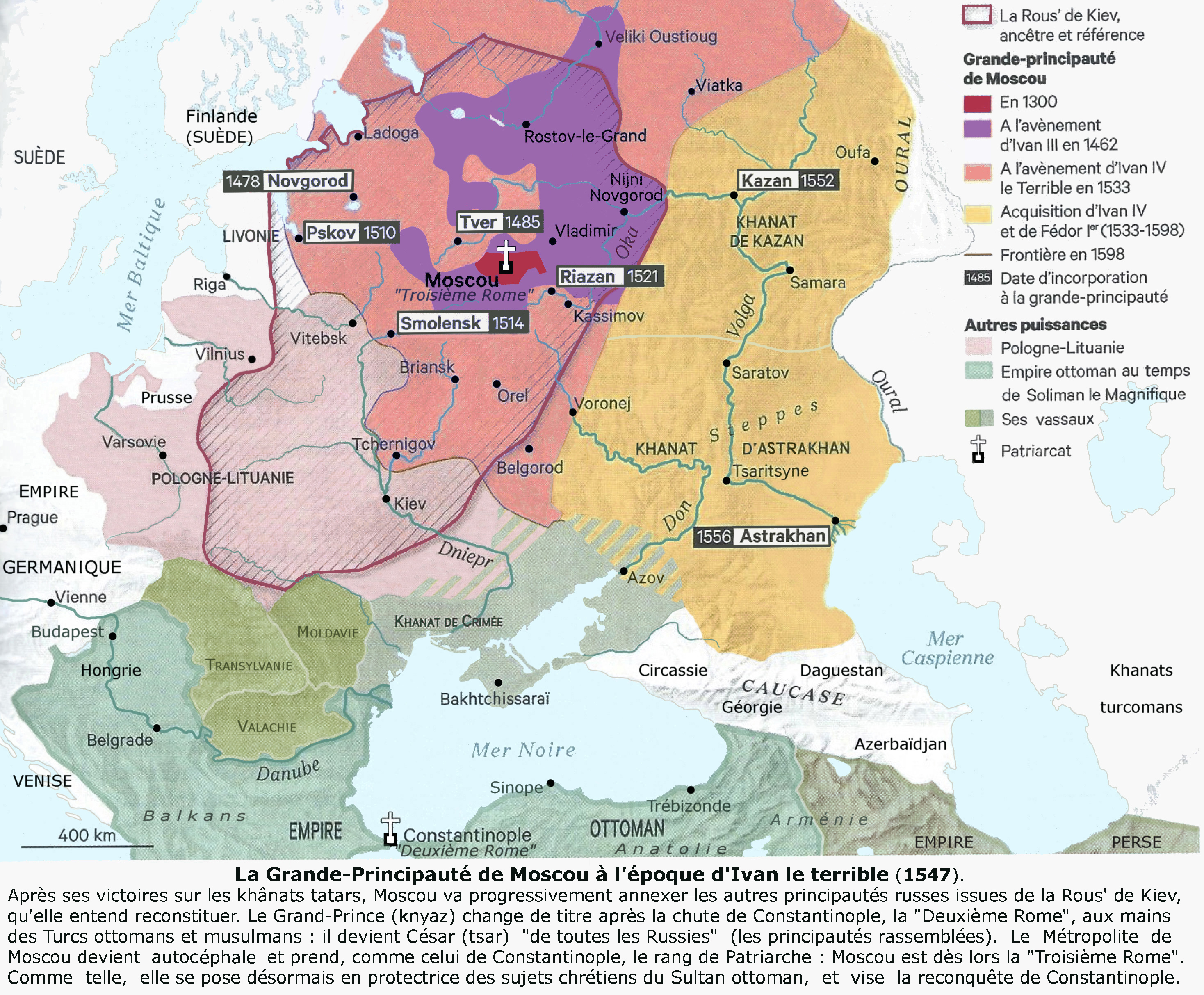
La Grande-principauté de Moscou et son expansion territoriale aux.

Il se fait céder la couronne de Vladimir par Dimitri III Constantinovitch, aidé par le Khan mongol Nuruzbeg, puis il épouse sa fille Eudoxie le 18 janvier 1367. Il fait la guerre aux princes de Tver et de Riazan, qui lui disputaient le trône, fortifie Moscou (1367), construit le Kremlin.
Mettant à profit l'anarchie dans laquelle s'enfonçait la Horde d'or, les princes russes cessent en 1371 de venir rendre hommage à la cour de Saraï et même de payer le tribut. Le prince Dimitri Ier résiste en 1373 à une invasion de représailles. Le 11 août 1378, il bat une première fois les armées de Mamaï à la Voja. Le 8 septembre 1380, il remporte sur le même Mamaï la bataille de Koulikovo, près des bords du Don (d'où son surnom de Donskoï) sur les Mongols,.
Mais deux ans après, un nouveau Khan, l'énergique Tokhtamych, qui a unifié la Horde d'or et la Horde Blanche, exige de nouveau l'hommage des Russes. Devant le refus de Dimitri Ier, Tokhtamych envahit les principautés et saccage les villes de la Souzdalie, Vladimir et Youriel avant de prendre et de dévaster la capitale Moscou, qui est prise et pillée le 13 août 1382. Dimitri Ier est forcé de payer tribut et de donner son héritier en otage au khan.
En 1389, il fait son testament avant de partir pour la Horde d'or. Il partage ses terres entre ses fils. Pour la première fois, il donne le trône à son aîné Vassili sans consulter le khan et le charge de le transmettre à son tour à son fils aîné. Dimitri Donskoï meurt à Moscou le 19 mai 1389. Il est inhumé à la cathédrale de l'Archange-Saint-Michel de Moscou.

## Descendance
De son union avec Eudoxie de Souzdal morte le 7 juin 1427, il laisse 12 enfants dont :
- Vassili Ier Dmitrievitch, grand prince de Moscou de 1389 à 1425.
- Iouri IV, grand prince de Moscou de 1433 à 1434.
- André, prince de Mojaïsk mort en 1432.
- Pierre, prince de Dimitrov, mort en 1438.
- Constantin, prince d'Ouglitch, mort en 1433.

## Hommage
- Le croiseur cuirassé Dmitri Donskoï , construit en 1881 pour la Marine impériale russe a été nommé ainsi en son honneur. Mis en service le 18 août 1883, il prit part à la guerre russo-japonaise de 1904-1905. Le navire a été sabordé à la bataille de Tsushima le 28 mai 1905.
- Le sous-marin nucléaire lanceur d'engins de la classe Typhoon TK-208 a été renommé TK-208 Dimitri Donskoï en son honneur.

## Source partielle
- Marie-Nicolas Bouillet  et Alexis Chassang (dir.), « Dimitri Ier Donskoï » dans Dictionnaire universel d’histoire et de géographie, 1878 (lire sur Wikisource)
- Michel Heller : Histoire de la Russie et de son Empire, chap.II, 2015, Éd. Tempus Perrin,  (ISBN 978-2262051631).
- Francis Dvornik, Les Slaves. Histoire et civilisation de l'Antiquité aux débuts de l'époque contemporaine, Paris, Éditions du Seuil, 1970
- René Grousset L'Empire des Steppes Éditions Payot Paris réédition 1980  (ISBN 2228272515).